# Kartebollefamilien
Kartebollefamilien (Dipsacaceae) er tidligere anset som en plantefamilie i kartebolleordenen (Dipsacales). Familien havde omkring 10 slægter med 300 arter. Arterne er nu placeret i gedebladfamilien (Caprifoliaceae).
Kartebollefamilien bestod af urteagtige planter med modsatte blade, hovedformede blomsterstande og mere eller mindre tosymmetriske blomster. Deres tørre frugter rummer kun ét frø. Arterne er udbredt i Europa, Asien og Afrika.
| Slægter |

- Blåhat (Knautia)
- Djævelsbid-slægten (Succisa)
- Kartebolle (Dipsacus)
- Pterocephalus
- Skabiose (Scabiosa)
- Skælhoved (Cephalaria)
- Succisella
- Triplostegia